# کی‌جی‌جی
کی‌جی‌جی (انگلیسی: Kijiji) نام یک وبگاه آگاهی برای خرید و فروش اجناس و اجارهٔ املاک است که توسط شرکت ای‌بی (ebay) در مارس ۲۰۰۵ تأسیس شد و در بیش از ۳۰۰ شهر کانادا (با رتبهٔ الکسا ۱۳ در کانادا) و ایتالیا (با رتبهٔ الکسا ۸۲ در ایتالیا) و هنگ‌کنگ و تایوان فعالیت دارد.
کی‌جی‌جی برای ایالات متحدهٔ آمریکا از سال ۲۹ ژوئن ۲۰۰۷ فعال شد که در سال ۲۰۱۰ به ای‌بی کلاسی‌فایدز (eBay Classifieds) تغییر یافت.
کی‌جی‌جی خدماتی مشابه کریگزلیست عمل می‌کند با این تفاوت که در آمریکا ترافیک کمتری دارد و بخش حیوانات خانگی آن بسیار گسترده‌تر عمل می‌کند.

## وجه تسمیه
نام کی‌جی‌جی برگرفته از زبان سواحلی است که در زبان سواحلی به معنی روستا است و به دلیل نوع گویش و ناآشنا و عجیب بودن بودن برای مردم آمریکا و انگلیسی‌زبان‌ها و گرافیک نوشتاری متفاوت، این نام انتخاب شده‌است.

## فعالیت
کی‌جی‌جی در کانادا مشهورترین وب‌گاه خرید فروش وسایل دست دوم و آگهی فروش وسایل و خدمات محسوب می‌شود و میزان ترافیک آن در کانادا تا سه برابر بیشتر از کریگزلیست رسیده‌است.
نیویورک تایمز کی‌جی‌جی را به عنوان معدود وب‌گاه‌هایی که در آمریکا تأسیس شدند و در خارج از آمریکا فعالیت زیادی دارند و در خود آمریکا شکست خوردند، معرفی کرده‌است.